# Lakkenahalli, Dod Ballapur
Lakkenahalli là một làng thuộc tehsil Dod Ballapur, huyện Bangalore Rural, bang Karnataka, Ấn Độ.